# Walter Tennyson Swingle

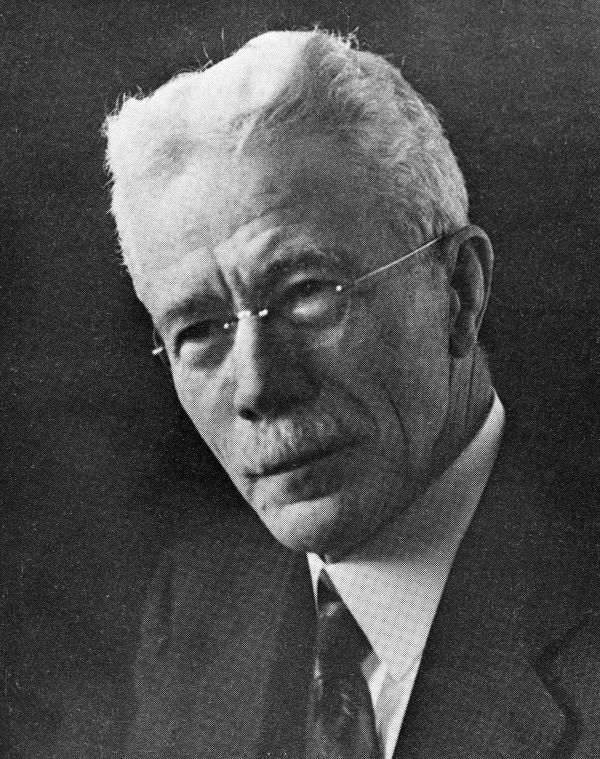
Walter T. Swingle, 1952

Walter Tennyson Swingle (* 8. Januar 1871 in Canaan Township (Pennsylvania); † 19. Januar 1952 in Washington, D.C.) war ein US-amerikanischer Botaniker. Sein offizielles botanisches Autorenkürzel lautet „Swingle“.

## Leben und Wirken
Swingle wurde 1871 in Canaan Township im Wayne County in Pennsylvania als erstes Kind von John Fletcher Swingle (1848–1935) und Mary Astley Swingle geboren. 1873 zog die Familie nach Manhattan (Kansas), wo sie in der Nähe eine Landwirtschaft betrieb. Zunächst wurde Swingle zuhause unterrichtet, anstatt zur Schule zu gehen. Mittels einer Kopie des Werkes A Manual of the Botany of the Northern United States von Asa Gray brachte er sich selbst Pflanzennamen bei.
1885 begann Swingle ein Studium am Kansas State Agricultural College in Topeka, Kansas. Im Alter von 16 Jahren schrieb er 1887 bereits eine Abhandlung über Rostpilze auf Getreidepflanzen. Von 1888 bis April 1891 war Swingle „appointed assistant botanist“ an der Kansas Agricultural Experiment Station. 1890 erhielt er den Abschluss Bachelor of Science vom Kansas State College of Agriculture at Manhattan. Im April 1891 hatte er bereits 21 gemeinsame Arbeiten zusammen mit Professor William A. Kellerman und 6 eigene Arbeiten veröffentlicht.
Swingle zog Ende April 1891 nach Washington, D.C., um am United States Department of Agriculture (USDA) in der neuen Abteilung Vegetable Pathology zu arbeiten, die von Beverly T. Galloway geleitet wurde. Ursprünglich war er angestellt, um über einen Pilzschädling an Zitrusfrüchten zu arbeiten; schnell verlagerte sich jedoch sein Interesse auf die Zitruspflanzen (Citrus) selbst. Seine Forschungsarbeit übte er dabei überwiegend in Florida aus. Er erforschte Genetik und Hybridisierung bei Zitruspflanzen; er erzeugte die Hybridsorten 'Minneola', die Tangelo-Sorten 'Sampson' (1897), 'Thornton' (1899) und 'Orlando' (1911), sowie drei Limequat-Sorten (1909); an der Entwicklung weiterer Zitrusfrüchte wie der Murcott-Orange und Kumquat-Sorten war er ebenfalls beteiligt.
Von 1895 bis 1896 studierte er bei Eduard Strasburger an der Universität Bonn. Bei einem weiteren Europaaufenthalt 1898 studierte er nochmals bei Strasburger; diesmal besuchte er die Universität Leipzig; während dieses Aufenthaltes lernte er seine spätere Frau Lucie A. Romstaedt, seine dortige Französischlehrerin, kennen. 1901 heiratete er Lucie A. Romstaedt, die 1910 verstarb. 1915 heiratete er Maude Kellerman, die Tochter des Mitautors einiger seiner Werke William A. Kellerman. Aus dieser Ehe gingen vier Kinder hervor. Sein Halbbruder Charles Fletcher Swingle (1899–1978) war ebenfalls Botaniker.
1899 betrieb er Forschungen zu Feigen in Neapel und veröffentlichte Forschungsergebnisse über die Kultur von Feigen und Datteln. 1900 brachte Swingle von einer Reise nach Algerien 405 Pflanzenexemplare der Kultursorten 'Deglet Noor' und 'Rhars' von Dattelpalmen mit. Diese wurden in Tempe (Arizona) gepflanzt, gingen jedoch später ein. Swingle führte erfolgreich Feigenwespen der Gattung Blastophaga aus Algerien als Bestäuberinsekt für die Feigenplantagen in Kalifornien ein. 1907 half er beim Aufbau des United States Date Garden in Indio, Kalifornien.
Über sein Interesse an Zitruspflanzen kam er auch dazu, sich intensiv mit der chinesischen Botanik zu beschäftigen. Er beschaffte über 100.000 chinesische Bücher für die Library of Congress und legte eine persönliche Bücherei über chinesische Landwirtschaft an. Seine Materialien sind jetzt in der Walter Tennyson Swingle Collection an der University of Miami untergebracht.
Im Januar 1941 ging Swingle in den Ruhestand. Er wurde Berater der University of Miami für die Botanik tropischer Pflanzen sowie Leiter des dortigen Swingle Plant Research Laboratory. Nachdem Swingle Mitte 1951 erkrankte, verstarb er am 19. Januar 1952 zuhause in Washington, D.C.

## Ehrungen
1896 erhielt Swingle den Master of Science vom Kansas State Agricultural College.
1922 erhielt Swingle den Ph.D. vom Kansas State Agricultural College.
Die Pflanzengattung Swinglea Merr. aus der Familie der Rautengewächse (Rutaceae) ist nach ihm benannt worden.

## Werke
Hier eine Auswahl seiner Werke:
- Some Peronosporaceae in the Herbarium of the Division of Vegetable Pathology. In: Journal of Mycology. Band 7, Nr. 2, 1892, S. 109–130.
- The Grain Smuts: How they are caused and how to prevent them. In: USDA Farmer Bulletin. Band 75. Washington 1898 (20 S., 8 Illustrationen).
- A new genus, Fortunella, comprising four species of Kumquat Oranges. In: Journal of the Washington Academy of Sciences. Band 5, 1915.
- Textbook of systematic botany. 1928.
- Noteworthy Chinese works on wild and cultivated food plants. Report of the Librarian of Congress for the year 1935. Washington, D.C. 1935, S. 193–206.
- The botany of citrus and its wild relatives of the orange subfamily. In: H. J. Webber, L. D. Batchelor (Hrsg.): The Citrus Industry i History, Botany, and Breeding. Univ of California Press, Berkeley 1943, S. 129–474.